# Allianz Stadion
Allianz Stadion (Weststadion) – stadion piłkarski w Wiedniu, stolicy Austrii. Został wybudowany w latach 2015–2016 w miejscu stadionu im. Gerharda Hanappiego i otwarty 16 lipca 2016 roku. Obiekt może pomieścić 28 345 widzów. Swoje spotkania rozgrywają na nim piłkarze klubu Rapid Wiedeń.
Nowy stadion Rapidu Wiedeń wybudowano w miejscu dawnego obiektu klubu (Gerhard-Hanappi-Stadion). Boisko nowego stadionu zostało obrócone względem poprzednika o 90 stopni. Stary stadion wyburzono na przełomie lat 2014 i 2015, następnie 12 lutego 2015 roku oficjalnie zainaugurowano budowę nowej areny. Na czas budowy Rapid przeniósł się na stadion im. Ernsta Happela. Uroczyste otwarcie nowego stadionu odbyło się 16 lipca 2016 roku, a na inaugurację gospodarze pokonali w meczu towarzyskim Chelsea Londyn 2:0. Przed oficjalną inauguracją, 9 lipca 2016 roku rozegrano na obiekcie mecz byłych piłkarzy Rapidu z drużyną złożoną z dawnych zawodników klubów First Vienna i Wiener SK. Spotkanie, które rozegrano 2 x 25 minut wygrali gospodarze w stosunku 8:2.